# 沉默警报
《沉默警报》，為韓國JTBC於2020年12月11日起播出的金土連續劇，改編自鄭振永的2018年小說《沉默警報》，由《獨酒男女》崔奎植導演與《金裝律師》金正敏編劇合作打造。此劇講述拿起台球棍比筆的日子更多的「古董」記者，與覺得飯比筆更強大的「生存型」實習記者的雙方成長記，以及月薪族記者們的賺錢生活。
愛奇藝國際站自12月11日起每週五、六晚上10點同步播出。

## 劇情簡介
韓俊赫（黃晸玟飾）是一位曾經滿懷熱情投身新聞行業，卻被現實磨滅熱情的“標題黨”記者；而李智秀（林潤娥飾）是認為吃飯比寫作更重要的“生計型”實習記者，即使在面試中也有著直言不諱的性格，兩人相遇後雙方共同度過了人生的成長期和充滿人情味的工薪族記者“搞笑”生存期，最重要的是，兩人不斷在思想層面碰撞，成為彼此成長和覺醒的刺激劑，這就是普通職場記者們的故事。而在經歷了生存、良心、現實與理想界限中不斷碰撞之後，李智秀也逐漸成長為一名真正的記者。

## 演員陣容

### 主要人物
| 演員   | 角色   | 介紹 |
| 黃晸玟 | 韓俊赫 | 每日韓國數位新聞部的官方指定垂釣者，12年的老鳥記者，也是人們口中的垃圾記者。擅長以聳動的網路新聞標題吸引點閱率，大多時候卻更常流連在撞球間。即使如此，當初卻也是個執著追求真相的社會部記者，直到6年前迫於上級壓力，對一則假新聞噤聲，所導致的遺憾讓他對新聞失去了熱情。 |
| 林潤娥 | 李智秀 | 每日韓國新進的四名實習記者之一，受父親生前的影響，座右銘是雖然筆比槍強大，但飯比筆強大。在面試時這麼回答:「記者也是領工資的工作， 既然知道了『飯比世上任何東西都要重要』的真相，而記者的工作就是不能說謊，不說謊就能拿到工資的職業，這就是我所認為記者的定義。」        |

### 每日韓國
| 演員   | 角色   | 介紹 |
| 金宰澈 | 朴明煥 | 每日韓國社長。 |
| 孫炳昊 | 羅成元 | 每日韓國編輯局長，年輕時期是個白天能寫一針見血的精彩報導、有能力的菁英記者，晚上是有一手好手藝而能調出爽口燒啤的的炸彈酒能力者。 後來卻也為了附和上位者而選擇蒙蔽真相，認為只要用其他熱點覆蓋幾次，很快就會被遺忘，只要裝不知道，閉口不談，就不會有人知道。 |

#### 社會部
| 演員   | 角色   | 介紹 |
| 李志勳 | 尹尚奎 | 社會部部長。 |
| 裕善   | 梁允晶 | 社會部次長，每日韓國最初的女性隊長出身，比起次長，更喜歡聽隊長這句話，是個野戰司令官。跟金組長不一樣，經常爆粗口，跟上面的人一句話都不輸，對下面的人一直暴力相向，是一個很好又突然很讓人討厭的類型。一個人養著兩個孩子，活得像戰場，但從來都沒有錯過任何一個報導。是每日韓國僅有的為數不多的真正記者。 |
| 鄭準元 | 崔景宇 | 社會部見習記者。 |

#### 數位新聞部
| 演員   | 角色   | 介紹 |
| 朴浩山 | 嚴盛漢 | 每日韓國數位新聞部部長，外號：迷糊蛋。雖然外號如此，但組織生活中並沒有那麼迷糊。善於逢迎拍馬，雖然自信是國王人馬，卻在這次人事調動中意外落馬。因為局長比任何人都注重地緣和學緣，特別信任S大畢業之人，苦於自己與跟局長根本沒有任何牽扯。                                  |
| 李承俊 | 金基河 | 數位新聞部一組組長，即使上面施壓、下面頂嘴，他依然能當個無念無想的石佛一枚。本人對部門的業務和輿論的未來不感興趣，認為不管奔向世界何處都是叢林，你我都是活在這片叢林裡的月薪族，月薪族只要不被解雇堅持下來就算成功。座右銘是：我這樣的上班族沒有被開除能挺下來就不錯了。 |
| 金元海 | 鄭士準 | 每日韓國政治部次長， 認為晨間的墨水味跟新出爐的麵包一樣香，是老一派記者，是入社以來一直在政治部混的政治通。但社內政治方面非常不在行，這次的升職部長也失敗了。 而且原本一直在跑現場的採訪記者卻被送到的每日韓國的公認流放地，數位新聞部的線上別動隊二組組長。             |
| 白珠熙 | 李在恩 | 數位新聞部記者。 |
| 崔姜守 | 曹東旭 | 數位新聞部記者。 |

#### 政治部
| 演員   | 角色   | 介紹         |
| 朴成日 | 張志權 | 政治部部長。 |

#### 實習記者
| 演員   | 角色   | 介紹                           |
| 景收真 | 吳秀妍 | 實習記者。擁有多次的實習經驗。 |
| 李承宇 | 洪圭泰 | 實習記者。                     |
| 林成宰 | 姜周安 | 實習記者。                     |

### 其他人物
| 演員   | 角色   | 介紹         |
| 全培秀 | 金賢道 | 警察。       |
| 李知炫 |        | 李智秀媽媽。 |
| 朴胤熙 | 李龍民 | 李智秀爸爸。 |
| 閔慶珍 | 韓游錫 | 韓俊赫爸爸。 |

## 原聲帶
- Part.1（發行日期：2020年12月12日）

| 曲序 | 曲目                           | 演唱     | 时长 |
| ---- | ------------------------------ | -------- | ---- |
| 1.   | Say hello to me（당신의 안녕） | 屋頂月光 | 3:20 |

- Part.2（發行日期：2020年12月13日）

| 曲序 | 曲目                      | 演唱     | 时长 |
| ---- | ------------------------- | -------- | ---- |
| 1.   | Sunset（당신의 안녕노을） | 鮮于貞娥 | 3:32 |

- Part.3（發行日期：2020年12月20日）

| 曲序 | 曲目                         | 演唱   | 时长 |
| ---- | ---------------------------- | ------ | ---- |
| 1.   | No regret（이대로 괜찮을까） | O.WHEN | 3:50 |

- Part.4（發行日期：2021年1月23日）

| 曲序 | 曲目                                     | 演唱 | 时长 |
| ---- | ---------------------------------------- | ---- | ---- |
| 1.   | Walk with you（그대 한숨이 깊고 깊어도） | 李笛 | 3:53 |

## 收視率
| 集數       | 播出日期   | 標題                 | AGB收視率        | AGB收視率      |
| 集數       | 播出日期   | 標題                 | 大韓民國（全國） | 首爾（首都圈） |
| ---------- | ---------- | -------------------- | ---------------- | -------------- |
| 1          | 2020/12/11 | 飯                   | 3.384%           | 4.137%         |
| 2          | 2020/12/12 | 牛骨湯               | 2.574%           | 3.350%         |
| 3          | 2020/12/18 | 辣牛肉湯             | 2.915%           |                |
| 4          | 2020/12/19 | 水煮蛋               | 2.323%           |                |
| 5          | 2020/12/25 | 吃雞遊戲             | 3.162%           |                |
| 6          | 2020/12/26 | 一半調味，一半原味   | 2.594%           |                |
| 7          | 2021/01/08 | 海帶湯               | 2.682%           |                |
| 8          | 2021/01/09 | 咖啡                 | 2.327%           |                |
| 9          | 2021/01/15 | 烤鰻魚               | 2.633%           | 3.085%         |
| 10         | 2021/01/16 | 肉                   | 1.890%           |                |
| 11         | 2021/01/22 | 三分鐘... / 三年咖哩 | 2.208%           |                |
| 12         | 2021/01/23 | 飯捲                 | 2.149%           | 2.740%         |
| 13         | 2021/01/29 | 炸醬麵               | 2.350%           |                |
| 14         | 2021/01/30 | 解酒湯               | 2.139%           | 2.528%         |
| 15         | 2021/02/05 | 鯛魚生魚片           | 2.221%           |                |
| 16         | 2021/02/06 | 泡菜                 | 2.310%           |                |
| 平均收視率 | 平均收視率 | 平均收視率           | 2.491%           | －             |

- 收視最低的集數以藍色表示，收視最高的集數以紅色表示，而空格則表示該集的收視沒有相關數據。

## 外部連結
- 韓國JTBC官方網站
- Daum上《沉默警报》的資料
- NAVER上《沉默警报》的資料
- 《沉默警报》在iQIYI的页面

| JTBC 金土劇                                 | JTBC 金土劇                            | JTBC 金土劇 |
| ------------------------------------------- | -------------------------------------- | ----------- |
|                                             | Hush （2020年12月11日 - 2021年2月6日） |             |
| 境遇之數 （2020年9月25日 - 2020年11月21日） | 怪物 （2021年2月19日 -2021年4月10日 ） |             |